# Intimes Theater (München)
Das Intime Theater München wurde am 29. April 1895 durch den Schriftsteller Max Halbe gegründet, konnte allerdings insgesamt nur zwei Vorstellungen vorweisen. Die beiden Aufführungsorte waren einmal die Privatwohnung der ungarischen Schriftstellerin Juliane Déry in der Münchner Briennerstraße und der Schwabinger Privatpark.

## Geschichte
Nachdem Max Halbe im März 1895 wieder nach München gezogen war, gründete er das erste Intime Theater nach den Vorstellungen von August Strindberg. Dabei handelte es sich nicht um einen Theaterneubau, sondern um private Liebhaberaufführungen. Zu der ersten Aufführung in Dérys Salon in der Briennerstraße waren ungefähr 40 Gäste geladen, die zur Elite der Gelehrten in München gehörten. Gespielt wurde Strindbergs „Gläubiger“, wobei Déry Tekla verkörperte, Halbe selbst den Adolf und der Redakteur Julius Schaumberger den Gustav spielte.
Im Gegensatz zu Strindbergs Vorstellungen fand diese Aufführung nicht auf einer Bühne statt, sondern mitten im Zimmer. Dadurch entfiel auch die von ihm intendierte 4. Wand zu den Zuschauern und die räumliche Distanz. Auch gab es weder moderne Beleuchtungstechnik, wie sie langsam in den größeren Theaterhäusern genutzt wurden. Interessant war, dass Halbe während des Stückes westpreußisches, Schaumberger münchnerisches und Déry ungarisches Deutsch sprachen.
Halbe selbst empfand die Gründung wohl als gelungen, dennoch fand bereits einen Monat später, am 31. Mai 1895 die letzte Aufführung statt. Dieses Mal im Schwabinger Privatpark, wo ungefähr 100 Gäste zu einem Art Fest geladen waren. Gespielt wurde Georg Büchners “Leonce und Lena”, was als Uraufführung des 60 Jahre zuvor entstandenen Textes galt. Dabei ging es weniger um den Text, als die Stimmung und die Atmosphäre. Nicht bedacht hatte Halbe die einsetzende Dämmerung, die zu einer erzwungenen Pause und einem Ausflug in einen Laden führte, um dort Kerzen und Lampions zu kaufen.

## Programm
Halbe setzte bei der Gründung seines Intimen Theaters auf vier Grundsätze:
1. Das Ich im Zentrum des Stückes
2. Die Annäherung an den Symbolismus
3. Der bewusste Rückzug aus der Öffentlichkeit
4. Die Verwehrung des Warencharakters der Kunst